# Castellas de Montpeyroux
Le castellas de Montpeyroux est une forteresse médiévale située sur la commune de Montpeyroux (Hérault).

## Histoire
Il a été fondé en 1070 par un descendant de Saint-Guilhem. Le château a été conçu à l'origine comme une résidence aristocratique fortifiée, mais il attira très rapidement la population pour se transformer en un véritable village dans le courant du XIIe siècle.
Pendant la guerre de cent ans en 1384, le château fut partiellement détruit par les Anglais. Devenu place protestante au XVIe siècle il est assiégé et pris par le maréchal de Joyeuse en 1567.
À la fin du XVIe siècle et au début du XVIIe siècle, il a été progressivement abandonné par sa population au profit des hameaux du Barry et de l'Adisse situés en contrebas (ce dernier deviendra alors le centre du bourg et le village actuel de Montpeyroux). 
Bien après la désertion totale du site, au milieu du XIXe siècle, les vestiges vont connaître une réoccupation par un couvent dont la chapelle construite en 1863 est dédiée à Notre-Dame de la Salette. Ce sont les seules ruines actuellement visibles dans l'enceinte du castellas, la construction du couvent ayant malheureusement effacé les traces des bâtiments plus anciens.

## Architecture
Le mur d'enceinte est d'une grande qualité architecturale. Il est composé des hautes murailles crénelées, flanquées de quelques tours rectangulaires. Une grande partie est encore constituée des fortifications érigées pendant la première époque d'occupation du site entre les XIIe siècle et XVe siècle. Certains morceaux de la fortification datent quant à eux de la deuxième occupation (XIXe siècle et XXe siècle).

## Situation légale
Le castellas de Montpeyroux fait l'objet d'une inscription au titre des Monuments historiques depuis février 2025.